# Ковай
Ковай (вьет. cờ vây, тьы-ном 棋圍) — вьетнамская настольная игра, правила которой соответствуют вэйци (го). Также используется китаизированное название вайки (vây kì).
Вьетнамское название игры — ковай (или ко-вай) — восходит к китайской игре «вэйци», оно известно с эпохи династии Хань (206 до н. э. — 220 н. э.). Появление вэйци во Вьетнаме и Корее связано с Китаем, когда император У-ди, который был известным игроком в вэйци, покорил Вьетнам в 111 году до н. э. и часть Кореи в 106 году до н. э.
Игра ковай во Вьетнаме пользовалась популярностью преимущественно в аристократических кругах.